# Tyge Mollerup
Tyge William Mollerup (2. november 1888 på Frederiksberg – 17. september 1953 i København) var en dansk funktionalistisk arkitekt. Han fik en karriere, der var både international og meget alsidig. Han var bror til danseren Asta Mollerup.
Hans forældre var historikeren Arthur William Mollerup og Caroline Susanne Ewald født Rothe. Mollerups uddannelse var lang og berigende, men også præget af mange afbrydelser. Han blev optaget på Kunstakademiet i den almindelige forberedelsesklasse i 1911 og bestod optagelsesprøven til bygningsskolen i 1912. 1911-13 var han ansat hos Carl Brummer, arbejdede dernæst hos Hack Kampmann og Martin Nyrop indtil 1915. I 1914 udstillede han på Den baltiske Udstilling i Malmø. Han var i studietiden musikanmelder ved Politiken. Baillie Scott mærkes i hans første, engelsk påvirkede huse, fx villaen for svogeren, maleren Sophus Danneskiold-Samsøe (1915), og også Heinrich Tessenow blev en påvirkning for Mollerup.
I mellemtiden havde han i 1912 bosat sig i Berlin, hvor han blev gift 18. april 1914 med Else Gertrud Stolle (5. februar 1888 i Meerane, Sachsen – 23. september 1953 i Ordrup), datter af musikdirektør og medlem af den sachsiske landdag Carl Heinrich Stolle og Wilhelmine Henriette Weege. Anledningen var en forbindelse til professor Alfred Breslauer i Berlin, som han kendte gennem sin søster, og som Mollerup arbejdede for i flere perioder fra 1912 indtil 1915. Da 1. verdenskrig brød ud valgte Mollerup imidlertid at forlade Tyskland og kom tilbage til Danmark i 1914 via Sverige. Han arbejdede nu for Albert Oppenheim og Paul Baumgarten indtil 1915. Allerede dette år vendte han på opfordring af Breslauer tilbage til Berlin, hvor han blev til 1930. 
Han fik en interessant karriere i den tyske hovedstad i 15 år, men oplevede også modgangstider. I inflationsårene efter 1. verdenskrig ernærede Tyge Mollerup sig således som papirgrossist i Berlin med filialer i London og Sydvestafrika, og i en periode ledsagede han sin søsters ballettrup på en turné som pianist. I Berlin blev han påvirket af Bruno Taut, Paul Baumgarten og Bruno Paul, som han også udstillede sammen med, og af Peter Behrens.
På grund af de politiske forhold og de stadigt færre opgaver vendte Mollerup hjem til Danmark i 1930, hvor han etablerede egen tegnestue. Han var umiddelbart inden blevet gift for anden gang, efter en skilsmisse, 17. december 1929 i Berlin med danseren Karen Margarethe (Grethe) Blauenfeldt Thorsen (11. december 1903 på Frederiksberg – ), datter af fotograf Axel Thorsen og Hermine Josephine Weiss. Fra ca. 1931 var han medarbejder hos Ole Falkentorp ved projekteringen af ejendommen Vesterport, Vesterbrogade 8 og 1943-47 var han ansat på KAB's tegnestue. Hans værker fra hans sidste år afspejler mangelsituationen under Besættelsen og er i tråd med den danske funktionelle tradition.
Han er begravet på Taarbæk Kirkegård.

## Værker
I Danmark:
- Villa for maleren Sophus Danneskiold-Samsøe, Hillerød (1915)
- Villa for direktør Dreyer, Skodsborg (1917, sammen med Martial Weber)
- Højesteretssagfører Knutzons sommerhus, Asserbo (1917)
- Sommerhus i Rågeleje (1930)
- Villa med undervisningslokale for danserinden Asta Mollerup, Solvænget 10, Østerbro, København (1931, vinduer ændret)
- Villa for frk. Kamma Jørgensen, Solvænget 20 (1933, totalt ombygget)[1][2]
- Eget hus, Eggersvej 35, Hellerup (1935, ombygget)
- 9 huse, Hellerup (1933-37)
- Boligejendommen Bernstorffshus, Bernstorffsvej 55-65, Hellerup opført for snedkermester Lützhøft Christiansen (1936-37, vinduer ændret)[3]
- Villaer, sommerhuse, rækkehuse, beboelsesejendomme i København mm. (1933-53)

I Tyskland:
- Grev Arnims villa, Muskau-Lausitz (1918)
- Grev Bismarcks villa, Muskau-Lausitz (1919)
- Landarbejderhuse og stutteri for grev Arnim, godserne i Lausitz (1919)
- Folkekøkken, Berlin (1919)
- Flere butikker og villaer (1919-29)
- Den danske kirke, Berlin (1927)
- Professor Levins villa, Schlachtensee (1928-29, sammen med Peter Behrens)
- Den permanente enfamiliehusudstilling i Berlin (1928, sammen med Bruno Taut, Paul Baumgarten og Bruno Paul)